# Альянс за Германию

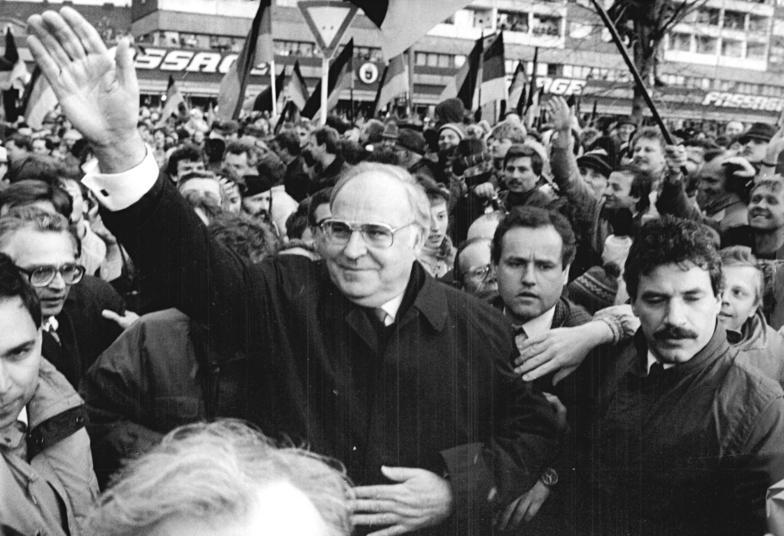
Гельмут Коль в 1990 году на предвыборной кампании альянса в Карл-Маркс-Штадте

Альянс за Германию (нем. Allianz für Deutschland) — политический альянс, сформированный 5 февраля 1990 года западногерманскими политиками консервативного толка для участия в выборах в Народную палату ГДР, назначенных на 18 марта 1990 года. Альянс возглавил его основатель и генеральный секретарь ХДС Фолькер Рюэ.
В этом новом гражданском движении «Демократический прорыв» играл ключевую роль: Гельмут Коль, тогда председатель ХДС и федеральный канцлер, в предвыборной борьбе решил не делать ставку исключительно на бывшую партию из демократического блока ГДР Христианско-демократический союз и близкий к ХСС Немецкий социальный союз.
Альянс за Германию выступил за быстрое соединение с ФРГ и восстановление земель, которые существовали в ГДР до 1952 года.
С 48,15 % голосов (ХДС 40,9 %; НСС 6,3 %; ДП 0,9 %) Альянс за Германию выиграл выборы и получил 192 из 400 мест в Народной палате. Альянс за Германию вместе с либералами и Социал-демократической партией в ГДР образовал «Большую коалицию». Премьер-министром стал кандидат альянса Лотар де Мезьер (ХДС). С вступлением ГДР в ФРГ 3 октября 1990 года альянс был ликвидирован.